# ディック・メリル
ディック・メリル（Henry Tyndall "Dick" Merrill、1894年2月1日 - 1982年10月31日）はアメリカ合衆国の民間パイロットである。1936年にアメリカとイギリスの間を往復する「ピンポン飛行」を行った他、1952年の大統領選挙でアイゼンハワーのキャンペーンで移動する飛行機のパイロットを務め、いくつかの速度記録を作った。イースタン航空で最も経験豊かなパイロットとして36,000時間以上の飛行を行い、生涯で4,5000時間の飛行経験を持ち、800万マイル（13,000,000km）を越える飛行を行った。
ミシシッピー州、Iukaに生まれた。第一次世界大戦で召集されフランス駐留中に飛行を学んだ。帰国後は鉄道会社で働いた。民間パイロットとして活動を始めるのは1920年にカーチス・ジェニーを600ドルで購入してからで1920年代はバーン・ストーマーとして働いた。その後、郵便飛行士となり、1930年に最も多くの郵便を運び、13,000ドルを稼ぐなど最高の民間飛行士としての評価を得た。
大西洋横断飛行を夢見ていたが、自らの資金は不足していた。飛行機の免許をとった金持ちの歌手ハリー・リッチマンと知り合うと、大西洋を往復して横断したパイロットがまだいないことで、冒険飛行に誘った。リッチマンはジョージ・ハッチンソンが実現しなかったニューヨークからロンドン､モスクワへの飛行のために造らせたヴァルティ V1Aを購入した。この飛行機はジミー・ドーリットルによってアメリカ大陸横断飛行の記録11時間59分を達成し、その6週間後にリーランド・アンドリュースがロサンゼルスからメキシコシティまでの速度記録を樹立した実績をもっていた。
メリルとリッチマンはさらに燃料タンクを増設し、エンジンを1000馬力のライトサイクロンエンジンに変え、定速プロペラを装備した。さらに電波方位計などの最新の装備をとりつけた。メリルのアイデアで、不時着水した時の浮力を得るために、翼内の空間などに41,000個のピンポン玉をつめた。
1936年9月2日、メリルとリッチマンはロンドンに向けて出発した。飛行し、イギリス海岸の1000kmほどに近づいた時、悪天候に見舞われ、2人はロンドンの西、300KmウェールズのLlandeiloに着陸することに決めた。最初の飛行時間は18時間36分で、それまでの最短時間での大西洋横断飛行となった。翌朝ロンドンまで飛行した。
9月14日にイギリスのサウスポートからアメリカへの帰路飛行に出発した。逆風に妨げられ、機体を軽くするためにメリルは500ガロンの燃料を投棄することに決めた。リッチマンはパニックに陥ったが、メリルはニューファンドランド島のムスグレイブ・ハーバーの湿原に不時着させた。簡単な修理と燃料の補給を行って1週間後にニューヨークへ帰還した。
この飛行のためにリッチマンは36万ドルを使った。この飛行は「ピンポンフライト」と呼ばれるようになったが、数年後、リッチマンはサインした飛行に使ったピンポン玉を売り出した。
1937年には、出版業者のハーストに雇われ、ジョージ6世の戴冠式の写真を運ぶために、ロッキード エレクトラで大西洋往復飛行を再び行った。副操縦士は27歳のジャック・ラムビーであった。飛行の直前に起こったヒンデンブルク号の事故の写真を積んでイギリスに飛行したメリルらは、戴冠式の写真を持ち帰り、両国のハーストの新聞にそれぞれ初めて掲載された。メリルはこの飛行でハーモン・トロフィーを受賞した。
第二次世界大戦中は兵士となるには年齢が過ぎていたので、民間パイロットとしてヒマラヤ山脈越えの輸送飛行に従事した。戦後はイースタン航空に復帰した。1948年には操縦するロッキード コンステレーションの飛行中に脱落したプロペラが機体を引き裂き、乗務員を死亡させる事故に遭遇するが、69人の乗客を無事に生還させた。1961年、DC-8でニューヨークからマイアミまでの飛行を最後にイースタン航空を引退した。引退時点では最も飛行距離の多い民間パイロットであり、33年間で36,650時間の飛行時間は2位の記録であった。80歳になるまで飛行を続け、1966年に友人の俳優と世界一周飛行を行い。1970年にはFAIのゴールドエアメダルを受賞した。飛行をやめた後はヴァージニア州のシャノン航空博物館の館長を務めた。